# Trey Miguel
 (juillet 2021).
Pour les articles homonymes, voir Trey, Miguel et McBrayer.
Trey McBrayer (né le 30 août 1994 à Toledo dans l'état de Ohio) est un catcheur américain plus connu sous le nom de Trey Miguel. Il travaille actuellement à la Total Nonstop Action Wrestling.

## Carrière dans le catch

### Circuit Indépendant (2009-...)
Lors de Warrior Wrestling 7, lui, Dezmond Xavier et Zachary Wentz perdent contre Amazing Red et Chaos (Rocky Romero et Will Ospreay). Lors de Warrior Wrestling 8, ils perdent contre Strong Hearts (CIMA, El Lindaman et T-Hawk),

### Impact Wrestling (2017-...)

#### The Rascalz (2018-2020)
Lors de Impact Wrestling Homecoming, il perd contre Rich Swann dans un Ultimate X match qui comprenaient également Ethan Page et Jake Crist et ne remporte pas le Impact X Division Championship
Lors de Slammiversary 2020, il perd contre Eddie Edwards dans un Five-Way Élimination Match qui comprenaient également Ace Austin, Rich Swann et Eric Young et ne remporte pas le Impact World Championship. Lors du Impact Wrestling du 28 juillet, il perd contre Eddie Edwards et ne remporte pas le Impact World Championship.
Le 24 octobre lors de Bound for Glory 2020, il perd contre Rohit Raju dans un Scramble Match qui comprenait également Chris Bey, Jordynne Grace, TJP et Willie Mack et ne remporte pas le Impact X Division Championship.
Le 11 novembre, il est annoncé que Trey & The Rascalz quittaient Impact. La semaine suivante, ils effectuèrent leur dernier match, Trey fit équipe avec Rich Swann pour battre ses partenaires Dez & Wentz avant de célébrer avec ces derniers.

#### Retour en solo et rivalité avec Sami Callihan (2021)
Le 26 janvier, il fait son retour à Impact en tant que partenaire mystère de Rich Swann, Tommy Dreamer et Willie Mack pour battre Chris Bey, Ken Shamrock, Moose et Sami Callihan. Le 9 février à Impact, Trey remporte un match par équipe avec Suicide & Josh Alexander contre Blake Christian, Ace Austin et Chris Bey. Après le match, Sami Callihan le provoque avant de lui dire qu'il devrait tout simplement démissionner. Le 9 mars à Impact, Callihan envoi Sam Beale affronter Trey, un ami de ce dernier que Trey bat facilement avant que Callihan ne l'attaque avant de disparaître, laissant Trey dans l'incompréhension. Le 16 mars à Impact, Callihan et Trey s'affrontent lors du main event, Callihan l'emporte sur un piledriver. 
Le 23 mars à Impact, Trey Miguel bat Acey Romero. Après le match, il se fait attaquer par XXXL mais sera secouru par Sami Callihan. Le 8 avril à Impact, Trey accepte de faire équipe avec Callihan pour battre XXXL, il refuse de célébrer avec Callihan après le match. Le 10 avril lors de Hardcore Justice (2021), Trey Miguel remplace Tommy Dreamer (qui s'est fait attaquer plus tôt dans la soirée) lors du main event mais perd avec Willie Mack, Eddie Edwards et Rich Swann contre Violent by Design. Le 15 avril à Impact, Miguel explique à Callihan qu'il n'avait aucune intention de s'allier à lui mais qu'il voulait juste éliminer XXXL, Callihan explique ensuite que c'est lui qui a attaqué Dreamer lors de Hardcore Justice pour permettre à Trey de prendre sa place, Trey attaque alors Callihan qui prendra le dessus avant de porter une suplex sur une chaise sur Miguel.

#### X Division Champion (2021-2023)
Lors de Bound for Glory, il bat El Phantasmo et Steve Maclin pour remporter le Impact X Division Championship pour la première fois de sa carrière.
Lors de Under Siege (2022), il perd contre Ace Austin et ne remporte pas le Impact X Division Championship.

#### Réunion de The Rascalz (2023–...)
Lors de Emergence (2023), ils battent SubCulture (Flash Morgan Webster et Mark Andrews) et remportent les Impact World Tag Team Championship.

## Palmarès
- Alpha-1 Wrestling

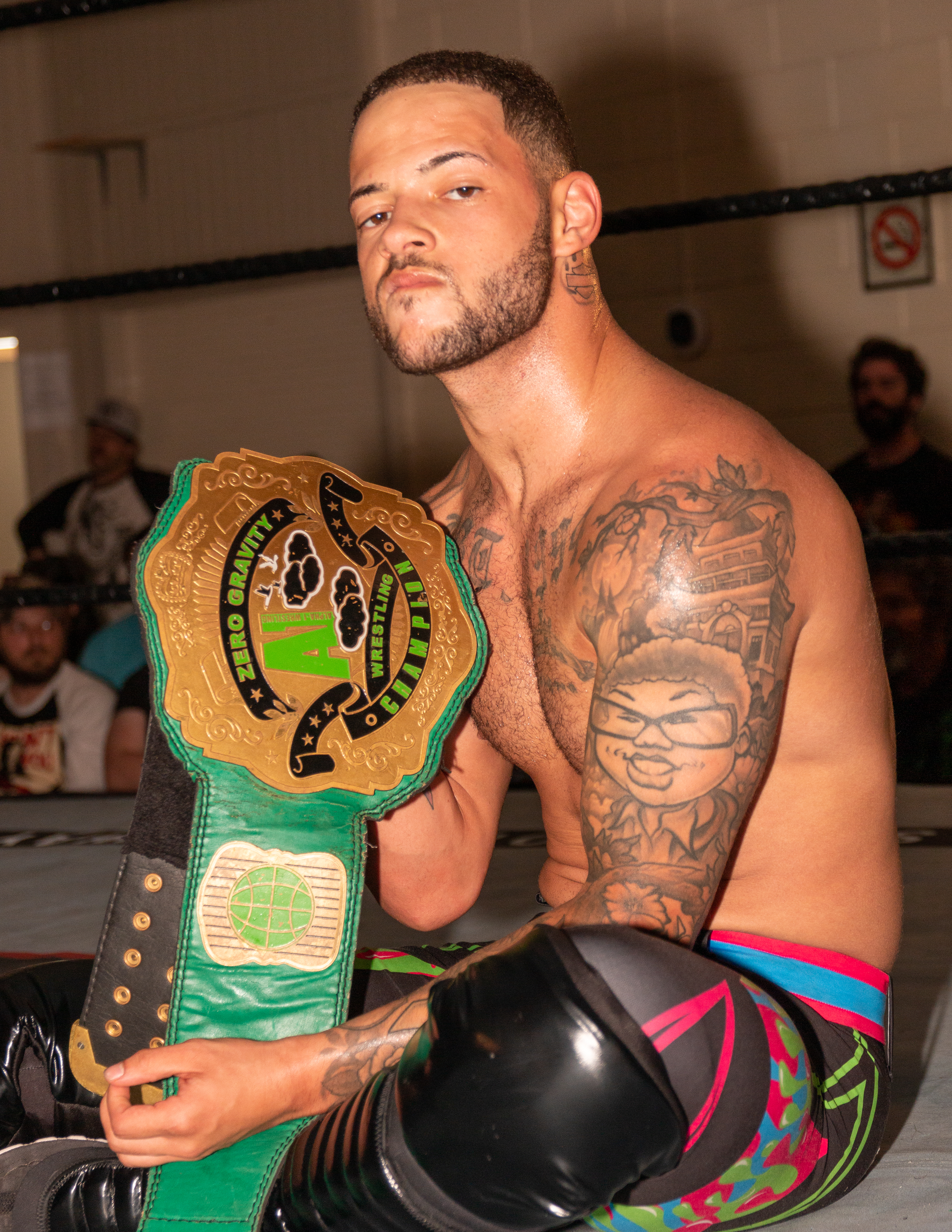
Miguel avec le Alpha 1 Zero Gravity Championship

  - 1 fois A1 Zero Gravity Championship

- Destiny Wrestling
  - 1 fois Next Generation Championship[20]

- Extreme Chaos Wrestling
  - 1 fois Extreme Championship (premier)

- Impact Wrestling
  - 2 fois Impact X Division Champion
  - 1 fois Impact World Tag Team Champion avec Zachary Wentz

- IWA Mid-South Wrestling
  - 1 fois IWA Mid-South Tag Team Championship avec Myron Reed

- Rockstar Pro Wrestling
  - 2 fois American Luchacore Championship
  - 2 fois Rockstar Pro Championship
  - 2 fois Rockstar Pro Trios Championship avec Alex Colon et Myron Reed (1), Dustin Rayz et Myron Reed (1)
  - Rockin’ Robin Tournament (2017)

- The Wrestling Revolver
  - 1 fois PWR World Champion
  - 1 fois PWR Remix Champion

- Warrior Wrestling
  - 1 fois Warrior Wrestling Champion

- WrestleCircus
  - 1 fois WC Big Bop Tag Team Championship avec Zachary Wentz (actuel)

- Xtreme Intense Championship Wrestling
  - 1 fois XICW Tag Team Championship avec Aaron Williams, Dave Crist, Kyle Maverick, Dezmond Xavier et Zachary Wentz[21]

## Récompenses des magazines
- Pro Wrestling Illustrated

| Année | 2020 | 2021 | 2022 | 2023 | 2024 |
| ----- | ---- | ---- | ---- | ---- | ---- |
| Rang  | 171  | 220  | 49   | 20   | 204  |